# Telavi (municipalité)
La municipalité de Telavi (en géorgien : თელავის მუნიციპალიტეტი ) est un district de la région de Kakhétie en   Géorgie, dont la ville principale est Telavi. En 2014, il comptait 38 721 habitants.